# Lavans-lès-Saint-Claude
Lavans-lès-Saint-Claude é uma comuna francesa na região administrativa de Borgonha-Franco-Condado, no departamento de Jura. Estende-se por uma área de 23.68 km². Em 2010 a comuna tinha 2 485 habitantes (densidade: 104,9 hab./km²).
Em 1 de janeiro de 2016, incorporou a antiga comuna de Ponthoux ao seu território. Posteriormente, também incorporou a antiga comuna de Pratz, em 1 de janeiro de 2019.